# Єгошуа Ханкін
Єгошуа Ханкін (івр. יהושע חנקין; нар. 1864—1945) — піонер сіоністського руху на Близькому Сході; відомий тим, що організовував покупки великих ділянок землі для заснування єврейських поселень.

## Біографія
Єгошуа народився у 1864 році у Кременчуці (тепер Полтавська область, Україна) у сім'ї землевласника Ізраеля-Лейби Ханкіна. Навчався у хедері, потім у гімназії. У 1882 році з сім'єю переїхав у Палестину в Ерец-Ісраель. Спершу сім'я поселилася у селищі Рішон-ле-Ціон. Після конфлікту з чиновниками барона Едмона Ротшильда, змушені переселитися у селище Гедера. У 1888 році одружився з Ольгою Белькінд, першою дипломованою акушеркою в Ерец-Ісраель.
Після смерті батька Ханкін продовжив розпочатий ними спільно викуп землі в арабських власників. Єгошуа вивчив арабську мову, освоїв арабські традиції та звичаї, подружився з турецькими чиновниками. У 1890 році Ханкін придбав ділянку у 1000 га землі, на якій заснували місто Реховот. Наступного року викупив ділянку площею у 1000 га на узбережжі Середземного моря, де заснували місто Хадера. Потім почалася багаторічна виснажлива боротьба Ханкіна за долину Їзреел — лише у 1909 році, після багатьох фінансових втрат і невдач (значною мірою пов'язаних із забороною турецької влади селитися і купувати землю в Ерец-Ісраель євреям з Росії та Румунії), йому вдалося придбати 12 тисяч гектарів землі.
Під час Першої світової війни турецька влада вислала Єгошуа Ханкіна у місто Бурса. Після повернення із заслання Ханкін продовжував викуповувати землі в багатьох районах країни, але основні зусилля зосередив у Галілеї, де він, зокрема, придбав майже все узбережжя Хайфської затоки, значну частину гори Кармель і інші ділянки землі в Хайфі. Всього зусиллями Ханкіна в Ерец-Ісраель в єврейську власність перейшли приблизно 60 тис. гектарів землі. Ханкін викуповував землі для Єврейського колонізаційного товариства, Єврейського національного фонду, окремих груп переселенців, приватних осіб, інвесторів з-за кордону тощо.
Ханкін помер у Тель-Авіві у 1945 році. Похований поряд з дружиною Ольгою, у будинку («Бет-Ханкін»), який він побудував для себе у парку Мааян-Харод на горі Гільбоа.